# Jimmy Orr
Jimmy Orr (Seneca, 4 de outubro de 1935 – 27 de outubro de 2020) foi um jogador profissional de futebol americano estadunidense.

## Carreira
Volk foi campeão da temporada de 1970 da National Football League jogando pela equipe do Baltimore Colts, atualmente denominada Indianapolis Colts.

## Morte
Morreu em 27 de outubro de 2020, aos 85 anos.